# Bujwidze (gmina)

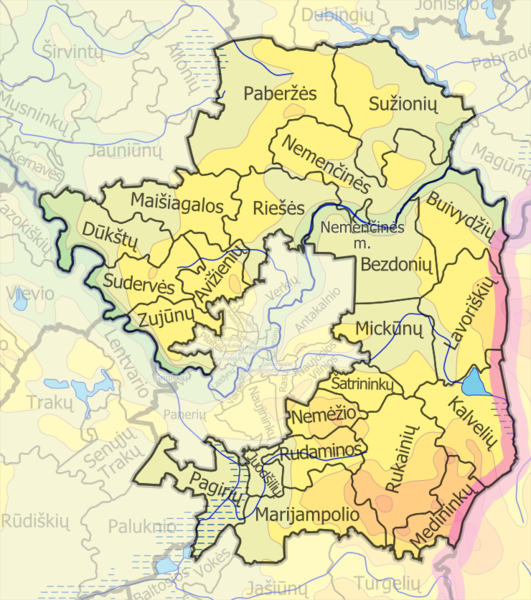
Gmina na mapie rejonu

Gmina Bujwidze (lit. Buivydžių seniūnija) – gmina w rejonie wileńskim okręgu wileńskiego na Litwie.
Ośrodek gminy – Bujwidze (272 mieszkańców). Na terenie gminy jest 64 miejscowości, większe z nich: Punżany (155 mieszkańców), Świętniki (70 mieszkańców). Piękna okolica pełna borów sosnowych pokrywających morenowe wzgórza, poprzecinanych zakolami Wilii i jej dopływów, urzekła w ciągu ostatnich dwóch dekad wielu osadników spoza Wileńszczyzny, w tym m.in. Vytautasa Landsbergisa, który w ramach reprywatyzacji przeniósł ziemię spod Kowna w okolice tutejszych Szukiszek (gdzie posiada 9-hektarową działkę leśną).

## Powierzchnia terenu
9840 ha, z nich 4840 ha stanowią użytki rolne, 5000 ha – lasy.

## Ludność
974 osób.

## Skład etniczny (2011)
- Polacy – 74,3%
- Litwini – 11,9%
- Białorusini – 7,0%
- Rosjanie – 4,1%

## Infrastruktura
Poczta, szkoła średnia, szkoła podstawowa, przedszkole, biblioteka, Dom Kultury, kościół, cmentarz, rezerwat geomorfologiczny Skiersabali, grodzisko w Bujwidzach.

## Przedsiębiorczość lokalna
Rolnictwo i leśnictwo, usługi świadczone dla mieszkańców.

## Miejscowości
W skład gminy Bujwidze wchodzi 33 wsi i 31 kolonii (chutorów). Miejscowości w gminie Bujwidze:
| - Antonopol - Arturowo - Balimpol - Balińce - Bryże - Bryżyszki - Bujwidze - Bujwidze II | - Bulbówka - Cegielnia - Chorążyszki - Czerele - Czyżyszki - Dolinowo - Dolnia - Dorżele | - Fabianiszki - Gewciany - Girdziuny - Iszoryszki - Iwanówka - Janinowo - Janokol - Kamienny Most | - Kloniszki - Koniuchy - Korejwiszki - Leoniszki - Łazaryszki - Łoza - Majkuny - Narbuciszki | - Natalino - Nowosiółki - Ochotniki - Pilwiszki - Podobce - Polepie - Polikany - Pomarnaczyzna | - Popalce - Popunioka - Popunża - Poszulniszki - Pryciuny - Punżany - Rapa - Rynkowszczyzna | - Skaliszki - Stauguniszki - Strażniki - Szukiszki - Szykszniszki - Szymonówka - Ślepiszki - Świętniki | - Tautuliszki - Teklany - Wesołucha - Wilkińce - Woropniszki - Wysokie - Żwiniany - Żytniszki |

Dawne miejscowości:
- Gałganiszki
- Santoka